# Alexei Walerjewitsch Jaschin
Alexei Walerjewitsch Jaschin (russisch Алексей Валерьевич Яшин; * 5. November 1973 in Swerdlowsk, Russische SFSR) ist ein ehemaliger russischer Eishockeyspieler. Der Center bestritt in seiner von 1990 bis 2012 andauernden Profikarriere unter anderem über 800 Partien für die Ottawa Senators und New York Islanders in der National Hockey League (NHL). Die Senators hatten ihn im NHL Entry Draft 1992 an zweiter Position ausgewählt, bevor er im Verlauf beide Teams als Mannschaftskapitän anführte. Mit der russischen Nationalmannschaft gewann Jaschin unter anderem die Goldmedaille bei der Weltmeisterschaft 1993 sowie die Silbermedaille bei den Olympischen Winterspielen 1998. Im Jahre 2020 wurde er darüber hinaus in die IIHF Hall of Fame gewählt.

## Karriere
Alexei Jaschin begann seine Karriere 1990 bei Dinamo-Energija Jekaterinburg, ehe er 1991 zum HK Dynamo Moskau in die russische Superliga wechselte. Im Jahr darauf wurde er im NHL Entry Draft 1992 von den Ottawa Senators in der ersten Runde an zweiter Stelle ausgesucht und wurde somit der erste Spieler, den die Senators jemals gedraftet haben. Jaschin blieb noch ein weiteres Jahr in Moskau, doch im Sommer 1993 kam er nach Ottawa.
Er spielte eine hervorragende Saison 1993/94 an der Seite eines weiteren Talents namens Alexandre Daigle, erzielte gleich 79 Punkte und wurde am Ende für die Calder Memorial Trophy als bester Rookie nominiert. Er setzte seine guten Leistungen fort und entwickelte sich langsam zu einem richtigen Superstar. 1997 erreichte er mit den Ottawa Senators erstmals die Playoffs und 1998 schoss er eines der wichtigen Tore, das zum erstmaligen Erreichen der zweiten Runde für die Senators führte. Die Saison 1998/99 war der Höhepunkt seiner Karriere. Er wurde zum Mannschaftskapitän befördert, erhielt eine Nominierung für die Hart Memorial Trophy als wertvollster Spieler und verpasste nur knapp die Maurice Richard Trophy als bester Torschütze der Liga.
Was neben dem Eis passierte, war fast genauso aufsehenerregend wie seine Leistungen auf dem Eis. Des Öfteren gab es Querelen wegen seines Vertrags. Jaschin spielte den Anfang der Saison 1995/96 nicht mit den Senators, sondern in seiner Heimat bei HK ZSKA Moskau. Er protestierte damit dagegen, dass er weniger verdiente als Alexandre Daigle. Seinen Ärger rechtfertigte er damit, da er viel bessere Leistungen brachte als Daigle. Trotzdem wendeten sich viele Fans der Senators von Jaschin ab.
Nach der Saison 1998/99 war der Höhepunkt durch einen weiteren Vertragsstreit erreicht. Jaschins Vertrag lief noch über ein Jahr, doch er weigerte sich, für die Senators zu spielen und forderte, dass man ihn zu einem anderen Team transferiert. Er setzte seinen Plan in die Tat um und spielte die Saison nicht in der National Hockey League, stattdessen trainierte er beim EHC Kloten mit. Das Management der Senators erklärte, dass er damit Vertragsbruch begehe, und sie bekamen durch die NHL Recht. Er musste noch eine weitere Saison in Ottawa spielen. Dieser Streit führte für ihn zum Verlust von etwa drei Millionen US-Dollar Gehalt, des Kapitänsamts sowie des Respekts der Fans. Er bekam den Spitznamen „Alexei Cashin“.
1998 gab er bekannt, dass er dem National Arts Center eine Million US-Dollar spenden wolle. Als dort bekannt wurde, dass eine Bedingung von Jaschin war, dass das National Arts Center 425.000 Dollar an Jaschins Eltern als „Beratungshonorar“ für nicht vorhandene Leistungen überweisen sollten, nahm man davon Abstand, und es kam nicht zu der Spende. Als die Presse die Details herausfand, warum nichts aus der Spende wurde, sank sein Popularitätsgrad rapide.
Im Sommer 2001 wurde er zu den New York Islanders transferiert und erhielt dort einen Aufsehen erregenden Zehn-Jahres-Vertrag, der ihm insgesamt 87,5 Millionen US-Dollar einbringen sollte.
Mit Jaschin erreichten die Islanders 2001/02 nach sieben erfolglosen Jahren die Playoffs. Dies gelang dann auch 2003 und 2004, allerdings konnte man nie die erste Runde überstehen. Hinzu kam, dass Jaschin nicht mehr an die Leistungen aus seiner Zeit in Ottawa heranreichen konnte. Er brachte zwar weiterhin gute und solide Leistungen, aber für einen Superstar war das einfach zu wenig. Die NHL-Saison 2004/05 fiel aus, da sich die NHL mit den Teams und der Spielervereinigung nicht über einen neuen Tarifvertrag einigen konnte. Jaschin nutzte die Möglichkeit, in seine Heimat zurückzukehren und spielte bei Lokomotive Jaroslawl.

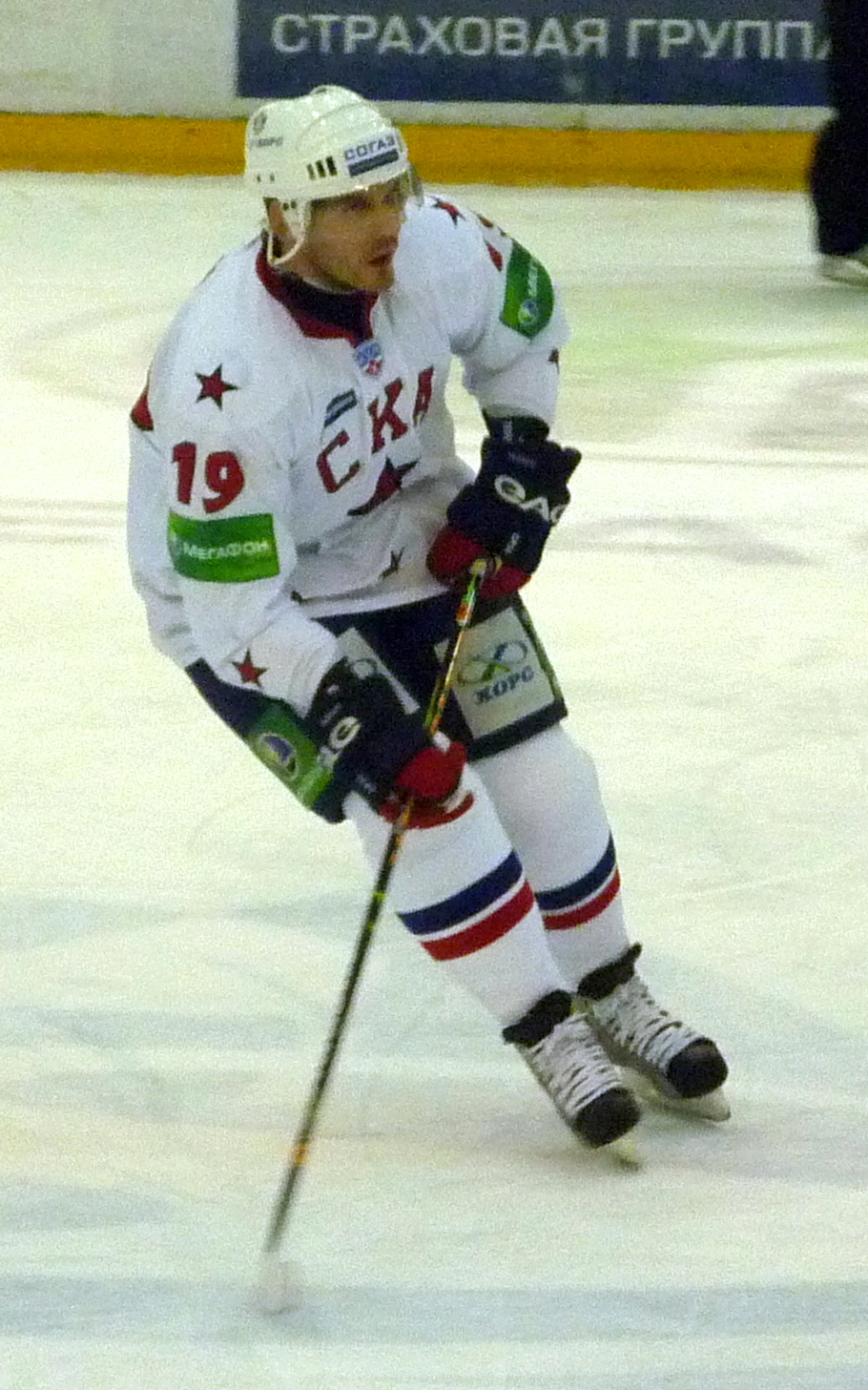
Jaschin im Trikot von SKA Sankt Petersburg

Im Sommer 2005 kehrte er zurück, und inzwischen war auch ein neuer Tarifvertrag ausgehandelt worden. Dieser Vertrag, das NHL Collective Bargaining Agreement, brachte aber einige Nachteile für die Islanders. Es wurde eine Gehaltsobergrenze von 39 Millionen Dollar festgelegt, und Jaschins Vertrag wurde zwar auf Grund der neuen Beschlüsse um 24 Prozent gesenkt. Trotzdem galt Jaschin zu diesem Zeitpunkt als überzahlt und Kritiker sahen wegen des hohen Gehalts auch keine Chance, ihn zu einem anderen Team zu transferieren, da das neue Team den von den Islanders geschlossenen Vertrag hätte übernehmen müssen.
Vor der Saison 2005/06 verloren die Islanders wichtige Spieler, da ihre Verträge ausgelaufen sind oder sie ihre Karriere beendet haben. Das Team musste neu aufgebaut werden. Michael Peca wurde nach Edmonton transferiert, um Platz für neue Spieler wie Miroslav Šatan zu schaffen. Jaschin übernahm das Amt als Mannschaftskapitän von Peca, und die Presse vermutete, dass man das Team um Jaschin herum aufgebaut habe und es mit seinen Leistungen stehe und falle. Zum Ende der Saison hatte man zum ersten Mal, seit er 2001 zum Team kam, die Playoffs verpasst.
Jaschin begann die Saison 2006/07 in guter Form, verletzte sich dann jedoch. Danach konnte er nicht mehr an die guten Leistungen vom Beginn der Saison anknüpfen und bekam in den Playoffs auf Grund seiner enttäuschenden Leistungen nur sehr wenig Eiszeit. Das Management reagierte im Juni 2007 schließlich auf die Inkonstanz von Jaschin und beschloss seinen noch vier Jahre dauernden Vertrag auszubezahlen und sich von ihm zu trennen. Der Buyout kostet die Islanders insgesamt 17,6 Mio. US-Dollar.
In den folgenden Wochen verhandelte Jaschin mit mehreren Teams aus der NHL, doch er konnte sich mit keiner Mannschaft einigen. Am 20. Juli wurde schließlich bekannt, dass Jaschin nach Russland zurückkehren wird und in der Superliga für Lokomotive Jaroslawl spielt. Dort konnte er wieder an seine guten Leistungen anknüpfen, war bester Scorer seiner Mannschaft mit 16 Toren und 27 Assists, die nach der Regulären Saison den fünften Platz in der Superliga belegten. In der Saison 2008/09 schaffte er mit seinem Team bis ins Finale des Gagarin Cups. Für die Spielzeit 2009/10 wurde vom Ligarivalen SKA Sankt Petersburg verpflichtet und spielte bis 2011 beim SKA. Danach war er zunächst vereinslos, ehe er Ende September des gleichen Jahres vom HK ZSKA Moskau unter Vertrag genommen wurde. Dort bestritt er seine letzte Saison, ehe er seine aktive Karriere beendete.
Jaschin wurde am 7. Dezember 2012 zum General Manager der russischen Eishockeynationalmannschaft der Frauen ernannt. Diese Funktion hatte er bis zu den Olympischen Winterspielen 2014 inne.
Im Jahre 2020 wurde der Russe in die IIHF Hall of Fame aufgenommen.

### International
Jaschin spielte bei mehreren Turnieren für das russische Nationalteam, so nahm er 1996 und 2004 am World Cup of Hockey teil. 1998, 2002 und 2006 gehörte er zum Team, das bei den Olympischen Winterspielen antrat. 1998 gewannen sie die Silbermedaille, 2002 die Bronzemedaille.

## Erfolge und Auszeichnungen
| - 1992 GUS-Meister mit dem HK Dynamo Moskau - 1993 IHL-Meister mit dem HK Dynamo Moskau - 1993 IHL All-Star-Team - 1993 Verdienter Meister des Sports Russlands - 1993 NHL-Rookie des Monats November - 1994 Teilnahme am NHL All-Star Game - 1999 Teilnahme am NHL All-Star Game - 1999 NHL Second All-Star Team | - 2002 Teilnahme am NHL All-Star Game - 2009 Teilnahme am KHL All-Star Game - 2009 KHL-Vizemeister mit Lokomotive Jaroslawl - 2010 Spengler-Cup-Gewinn mit dem SKA Sankt Petersburg - 2010 All-Star-Team des Spengler Cup - 2010 Teilnahme am KHL All-Star Game - 2011 Teilnahme am KHL All-Star Game |

### International
| - 1992 Goldmedaille bei der Junioren-Weltmeisterschaft - 1993 Goldmedaille bei der Weltmeisterschaft - 1998 Silbermedaille bei den Olympischen Winterspielen - 1999 Bester Torschütze der Weltmeisterschaft | - 2002 Bronzemedaille bei den Olympischen Winterspielen - 2005 Bronzemedaille bei der Weltmeisterschaft - 2020 Aufnahme in die IIHF Hall of Fame |

## Persönliches
Jaschin ist seit 2002 mit Schauspielerin und Model Carol Alt verheiratet.